# Martin Beck

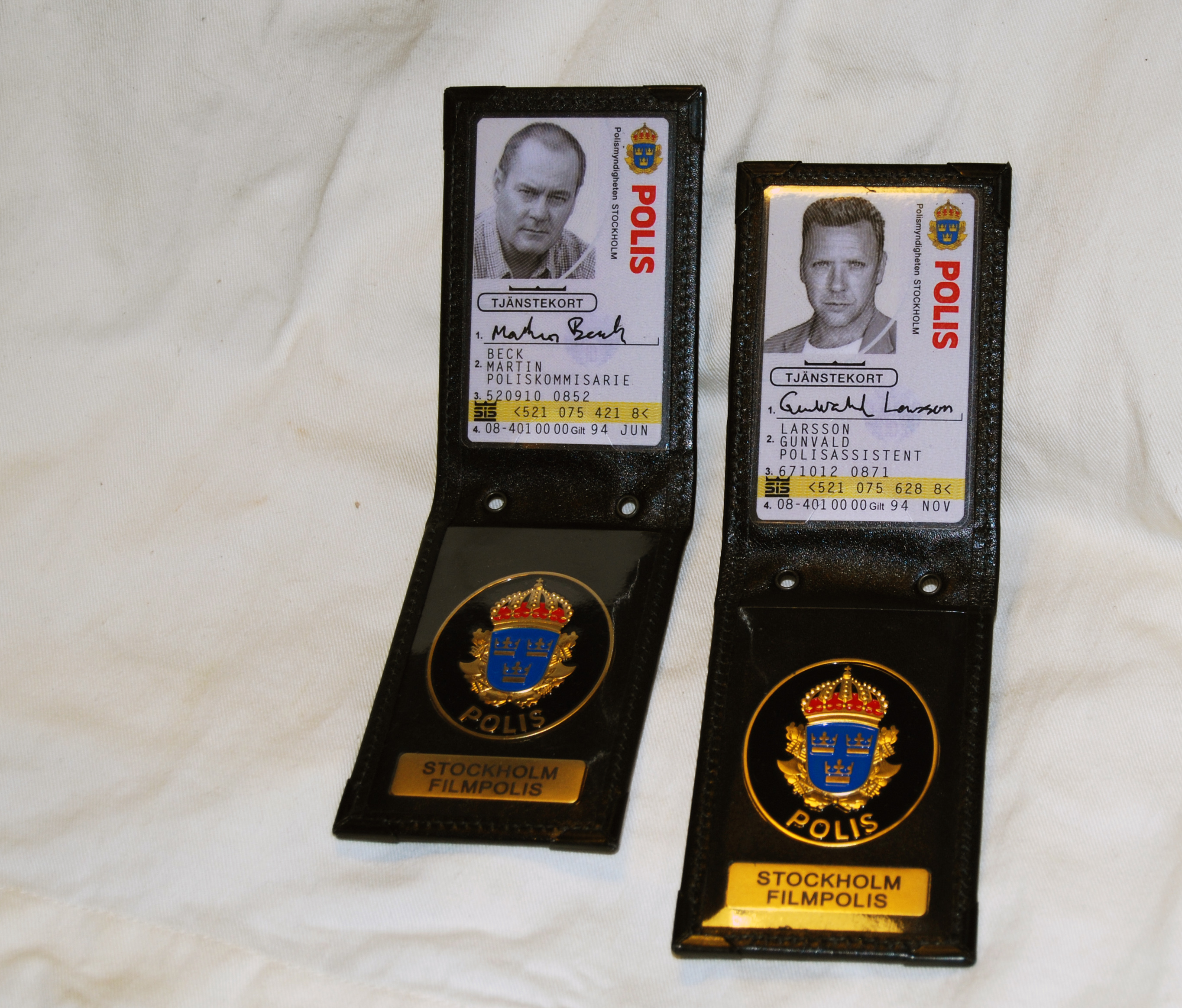
Martin Beck till vänster på en polisbricka tillsammans med Gunvald Larsson.

Martin Beck är en fiktiv poliskommissarie. Han är huvudperson i Sjöwall Wahlöös polisromanserie Roman om ett brott och i flera filmer som skapats med utgångspunkt från denna serie. I polisromanens skepnad beskriver böckerna hur samhällsklimatet har hårdnat och vilka konsekvenser det får.

## Personlighet
Martin Beck är född den 25 september 1922 i romanerna och 10 september 1952 i filmerna. Han är poliskommissarie, chef för riksmordkommissionen, en intelligent och skicklig utredare och en erkänt skicklig förhörsledare. Han är ofta trött och uppvisar en viss desillusion över sitt arbete. Bland de närmaste medarbetarna märks Lennart Kollberg, Fredrik Melander, Gunvald Larsson och Einar Rönn. 
Tillsammans med hustrun Inga har Martin Beck dottern Ingrid, som står närmast sin far, och sonen Rolf, som står närmast modern. Familjen är bosatt i Bagarmossen. Makarna separerar halvvägs genom romanserien och i de senare böckerna inleder Beck ett förhållande med socialarbetaren Rhea Nielsen, som är bosatt vid Tulegatan i Stockholm. Beck har då flyttat till en egen lägenhet på Köpmangatan i Gamla stan.

## Beck på film
På film har Martin Beck spelats av bland andra Keve Hjelm, Gösta Ekman, Jan Decleir, Derek Jacobi, Carl-Gustaf Lindstedt och Peter Haber. 
Under årens lopp har ett antal utländska motsvarigheter med Martin Beck som förlaga kommit till; en är den tyske kommissarie Hans Sperling (spelad av Dieter Pfaff) och en annan är den amerikanske kommissarien Jake Martin (spelad av Walter Matthau).
Samtliga tio originalböcker har filmatiserats och den första boken Roseanna två gånger (1967 och 1993). Den vedervärdige mannen från Säffle fick som film heta Mannen på taket och Terroristerna blev med delvis ändrad handling Stockholm Maraton. De senaste av dessa filmer spelades in 1993 och 1994.
De filmer som har spelats in från 1997 och framåt har haft nyskrivna manus och bibehåller egentligen bara Martin Beck och Gunvald Larsson från romanserien. Persongalleriet runt huvudpersonerna är nytt, medan själva grundtemat kan sägas vara detsamma men i en nyare tidsepok. Vissa spår av den kritiska samhällsskildringen har följt med, men filmerna är mer inriktade på att skildra själva kriminalfallen. Det finns också inslag av pusseldeckare som man även kunde se i vissa av böckerna. Ledtrådarna finns där, men läsaren/tittaren har inte alltid så lätt att se dem förrän längre fram i handlingen.